# De flammende år
De flammende år (russisk: Повесть пламенных лет) er en sovjetisk spillefilm fra 1961 af Julija Solntseva.

## Medvirkende
- Nikolaj Vingranovskij som Ivan Orljuk
- Boris Andrejev som Glazunov
- Sergej Lukjanov som Rjasnyj Vasilij
- Vasilij Merkurjev som Bogdanovskij
- Svetlana Zjgun som Uljana Vasiljevna